# География Болгарии
Болгария расположена в юго-восточной Европе, граничит с Румынией, Сербией, Северной Македонией, Грецией, Турцией и омывается Чёрным морем. Северная граница с Румынией проходит по Дунаю до Силистры. Территория Болгарии 110 994 км², что немного больше Исландии. Протяжённость с севера на юг составляет 330 км, а с востока на запад — 520 км.
Страна расположена на западном побережье Чёрного моря, на севере граничит с Румынией, на юге — с Грецией и Турцией, на западе — с Сербией. Несмотря на относительно небольшие размеры, ландшафт Болгарии весьма разнообразен. Даже в небольших районах страны можно одновременно увидеть долины, плато, холмы, горы, водоёмы, ущелья, и глубокие речные долины. Географический центр Болгарии находится в районе Узана.
Географические координаты:
43° с. ш. 25° в. д.

## Границы
Несмотря на то, что исторические события часто являлись причиной для изменения национальных границ Болгарии в первое столетие её существования, естественные особенности ландшафта определили большую часть её границ после 1944, и при этом ни одна из групп людей не испытывала каких-то серьёзных экономических затруднений в связи с этим. В послевоенной Болгарии большая часть жителей была этническими болгарами, несмотря на то, что в разное время Болгария переживала многочисленные миграции. Ни одна из границ официально не оспаривалась после 1991, однако националистически настроенные болгары продолжают считать, что Болгарии должна принадлежать часть Македонии, которая сегодня разделена между Республикой Северная Македония и Грецией, по меньшей мере из-за этнических связей болгар и македонцев.
Длина границ Болгарии составляет 2,264 км. Речная граница при этом насчитывает 680 км, а черноморское побережье — 400 км; южные и западные границы определены в основном горными хребтами. На севере Болгария граничит с Румынией, на западе — с Сербией и Македонией, побережье Чёрного моря представляет собой восточную границу страны. Румынская граница проходит вдоль Дуная на протяжении 464 км от северо-восточного окончания страны до города Силистра, а затем уходит на юго-запад на 136 км. Дунай с его крутыми скалами на болгарской стороне, и низменной заболоченной областью на румынской, является одной из самых эффектных речных границ Европы. Часть границы, проходящая через Добруджу, была спорной и несколько раз изменялась международными договорами. В этом процессе большое влияние оказали местные жители, которые выбирали ту страну, в которой они предпочитали жить. Южные границы проходят с Грецией и Турцией, протяжённость греческой границы составляет 491 км, турецкой — 240 км.

## Топография
Рельеф Болгарии неоднороден. На относительно небольшой территории страны находятся низменности, равнины, холмы, низкие и высокие горы, большое количество долин и глубоких ущелий. Главной особенностью топографии Болгарии является чередование полос высокого и низкого ландшафта, которые проходят с востока на запад через всю страну. Эти полосы (называемые геоморфологическими областями) с севера на юг носят названия: Дунайская равнина, Стара-Планина, Верхнефракийская низменность и Рилско-Родопский горный массив. Самые восточные области у Чёрного моря холмистые, они постепенно набирают высоту к западу, а крайняя западная часть страны высокогорная.
В таблице приведено распределение территории Болгарии по высоте:
| Зоны         | Высота (м) | Площадь (км²) | Площадь (%) |
| ------------ | ---------- | ------------- | ----------- |
| Низменности  | 0—200      | 34 858        | 31,42       |
| Холмы        | 200—600    | 45 516        | 41,00       |
| Низкие горы  | 600—1000   | 16 918        | 15,24       |
| Средние горы | 1000—1600  | 10 904        | 9,82        |
| Высокие горы | 1600—2925  | 2 798         | 2,52        |

Более двух третей страны — равнины, плато или холмистые земли высотой менее 600 м. Равнины (ниже 200 м) составляют 31 % территории, плато и холмы (200…600 м) — 41 %, низкие горы (600—1000 м) 10 %, средние горы (1000—1500м) 10, и высокие горы (более 1500 м) 3 %. Средняя высота Болгарии — 470 м.
Современный рельеф страны — результат непрерывного геологического развития. Такое развитие создало магматические, осадочные и метаморфические горные породы различного происхождения, возраста и состава. Их формирование началось больше 500 миллионов лет назад во время докембрийского периода и продолжается до настоящего времени. Болгарские земли часто покрывались древними морями и озёрами, некоторые слои земли повышались, другие понижались. Вулканические извержения происходили часто, как на земле, так и в водоёмах.

### Дунайская холмистая равнина
Дунайская равнина простирается от западных границ до Чёрного моря. Она охватывает область между Дунаем, который проходит по большей части северной границы страны, и Стара-Планиной на юге. Мёзийская платформа находится на части Дунайской равнины. В результате процесса выветривания рельеф стал равнинным, появились долины и плато на востоке. Плато медленно поднимается от утёсов у реки до низких северных горы балканской гряды. Самая высокая точка — Тарнов-Дьял (502 м) на Шуменском плато. Долины рек Вит и Янтра делят Дунайскую равнину на три части — западную, центральную и восточную. Высота повышается с запада на восток. На севере равнина завершается крутыми берегами Дуная или формирует плодородные аллювиальные равнины (Видинскую, Чернопольскую, Беленскую, Побрежие, Айдемирскую).
Холмы и плато типичны для топографии равнины. Большинство высот и всех плато расположено в восточной части. Существует 14 базальтовых скал между Свиштовом и деревней Драгомирово.

### Стара-Планина
Южная часть Дунайской равнины, переходящая в предгорья Стара-Планины иногда рассматривается как болгарская часть Карпат. Форма расположения Карпат напоминает отражение буквы «S», они берут начало в Чехии и Словакии, проходят через запад Украины, север Румынии, затем поворачивают на юг к середине Румынии, а затем уходят на запад, где они больше известны как Трансильванские Альпы. Далее горы продолжают идти к западу к Железным воротам, ущелью на Дунае на румынско-сербской границе. В этой точке они переходят в болгарскую Стара-Планину.
Стара-Планина (Балканские горы) начинается в Долине Тимошко в Сербии и продолжается на юг до Софийской котловины в центрально-западной Болгарии. Оттуда горы уходят на восток до Чёрного моря. Балканские горы имеют длину около 600 км и ширину 30 — 50 км. Их самый высокий участок находится в центральной Болгарии, где находится гора Ботев, самая высокая точка Балканских гор высотой 2 376 м. Балканские горы постепенно снижаются до скал Черноморского побережья. Проходя через большую часть Болгарии, Балканские горы формируют водораздел, с которого реки, расположенные к северу, несут свои воды в Дунай, а к югу — в Эгейское море. Некоторые меньшие реки в восточной части гор текут непосредственно в Чёрное море. Средна-Гора — узкий горный хребет длиной приблизительно 160 км и высотой 1 600 м, направленный с востока на запад, параллельно Стара-Планине. Расположен между двумя частями Розовой долины, известной розовым маслом, используемым в парфюмерии и производстве спиртных напитков.

### Верхнефракийская низменность
Южные склоны Балканских гор и Средна-Гора переходят во Верхнефракийскую низменность и Софийскую котловину. Имеющая треугольную форму, Верхнефракийская низменность начинается в точке к востоку от гор недалеко от Софии и расширяется в восточном направлении к Чёрному морю. На ней находятся долина реки Марица и низменности, которые расположены между рекой и Чёрным морем. Подобно Дунайской низменности, большая часть Верхнефракийской низменности холмистая и не является равниной в обычном смысле. Большая часть территории пригодна для сельского хозяйства.
Наибольшая котловина в Болгарии — Софийская котловина. Её ширина составляет 24 км, длина — 96 км, в котловине расположена столица страны и прилегающие к ней территории. Маршрут через котловины и долины из Белграда в Стамбул (ранее Константинополь) через Софию был исторически важен со времён Древнего Рима, что определяло стратегическое значение Балканского полуострова. Крупнейшие города Болгарии были заложены на этом маршруте. Как это ни парадоксально, хотя горы сделали многие болгарские деревни и города сложными для осады, Болгария всегда была чувствительна к вторжениям захватчиков, так как на пути через Софию нет никаких естественных препятствий.

### Рила-Родопский массив
Относительно высокие горы занимают область между Верхнефракийской низменностью и Софийской котловиной и границей с Грецией на юге. На западе страны находятся три хребта: Витоша к югу от Софии, Рила далее на юг и Пирин в юго-западной части страны. Они являются наиболее высокой топографической областью Болгарии и всего Балканского полуострова. Хребет Рила включает гору Мусала высотой 2,925 м, это самая высокая гора в Балканских странах. Около дюжины других гор в системе Рила имеют высоту более 2 600 м. Для самых высоких гор характерны редкие голые скалы и отдельные озёра выше линии деревьев. Более низкие пики покрыты альпийскими лугами. Для хребта Пирин характерны скалистые пики и каменные склоны. Его самый высокий пик — Вихрен высотой 2 915 м, второй по высоте пик Болгарии. Далее на восток расположены Родопы.
Значительная часть территории Болгарии подвержена землетрясениям. Две особенно чувствительных к ним области — границы Северной Болгарской возвышенности (область с центром в городе Горна-Оряховица) в Северно-Центральном регионе Болгарии, и Западные Родопы, широкая область, простирающаяся через области Рила и северный Пирин до Пловдив а в южно-центральной Болгарии. Особенно сильные землетрясения также происходят по диагонали от Скопье в Республике Македонии и Разградом в северо-востоке Болгарии, и от Албании в восточном направлении поперек южной трети Болгарии через Пловдив. Шестнадцать сильных землетрясений Болгария пережила между 1900 и 1986, последние два в Стражице на линии Скопье-Разград. Эти два землетрясения повредили более 16 000 зданий, половина из них была разрушена. Одна деревня была почти полностью сровнена с землёй, другие сильно повреждены.

## Реки
Балканские горы делят Болгарию на две почти равные речные системы. Большая система обеспечивает водосбор северной части Болгарии, сток её идёт в Чёрное море, главным образом по реке Дунай. Эта система охватывает всю Дунайскую равнину и простирается на 48-80 километров внутрь страны от его береговой линии. Вторая система собирает сток воды Верхнефракийской равнины и большей части высокогорных территорий стран юга и юго-запада в Эгейское море. Из всех рек судоходен только Дунай, однако многие другие реки и притоки в Болгарии имеют высокий потенциал для производства гидроэлектроэнергии и как источник поливной воды.
Все болгарские притоки Дуная, кроме Искыра, берут начало в Балканских горах. Искар течет с юга на север в Дунай от его истока в горах Рила, проходя через восточные предместья Софии и через ущелье в Балканских горах.
Дунай получает немногим более 4 % его полного объёма от его болгарских притоков. При том, что он проходит по северной границе, ширина Дуная составляет в среднем от 1,6 к 2,4 км. Самый высокий уровень воды в реке обычно бывает во время наводнений в июне; замерзает Дунай в среднем на сорок дней в год.
Несколько крупных рек текут непосредственно в Эгейское море. Большинство их быстро стекает с гор и по глубоким, живописным ущельям. Марица с её притоками — речная система, собирающая стоки западной части Верхнефракийской низменности, массива Средна-Гора, южных склонов Балканских гор и северных склонов восточных Родоп. После того, как Марица покидает территорию Болгарии, она протекает по большей части греческой-турецкой границы. Струма и Места (которые стекают с гор Пирин и из главных массивов Родоп) — также крупные болгарские реки бассейна Эгейского моря. Струма и Места впадают в море на территории Греции.

## Климат
Площадь Болгарии невелика, однако её климат довольно разнообразен. Страна находится в континентальной и средиземноморской климатических зонах. Болгарские горы и долины являются естественными барьерами или каналами для воздушных масс, что создаёт резкий контраст в погоде на относительно коротких расстояниях. Зона континентального климата несколько больше, так как континентальные массы воздуха легко попадают на Дунайскую низменность. Воздействие континентального климата более сильное зимой, когда происходят сильные снегопады; влияние средиземноморского климата сильнее в течение лета, когда стоит горячая, сухая погода. Эффект барьера Балканских гор чувствуется по всей стране: в среднем в северной Болгарии на один градус холоднее и она получает на 192 миллиметра дождя больше, чем южная Болгария. Так как Чёрное море недостаточно велико, чтобы быть главным фактором, оказывающим влияние на погоду в стране, оно оказывает преимущественное влияние только на его побережье.
Балканские горы — южная граница области, в которой континентальные массы воздуха циркулируют свободно. Родопы являются северной границей доминирования средиземноморских погодных систем. Область между ними, которая включает Верхнефракийскую низменность, подвержена влиянию комбинации этих двух систем, с преобладанием континентальной. Эта комбинация создаёт равнинный климат, с долгим летом и высокой влажностью. Климат в этом регионе вообще более суров, чем в других частях Европы на той же самой широте. Так как это переходная область, средние температуры и осадки беспорядочны и могут сильно варьироваться из года в год.
Среднее количество осадков в Болгарии — около 630 миллиметров в год. В Добрудже на северо-востоке, побережье Чёрного моря, и части Верхнефракийской низменности обычно выпадает менее 500 миллиметров осадков. На остальную территорию Верхнефракийской низменности и Дунайской возвышенности их выпадает немногим меньше чем в среднем по стране; Верхнефракийская низменность часто переживает летнюю засуху. В более высоких территориях, в которых проходит больше всего ливней в стране, среднее количество осадков может составить более 2 540 миллиметров в год.
В большом количестве котловин, расположенных в высокогорье, существуют температурные инверсии в результате застаивания воздуха. София расположена в такой котловине, однако на этой высоте (около 530 метров) существует тенденция снижения летней температуры и уменьшения высокой влажности. София также защищена от северных европейских ветров горами, которые окружают её похожую на корыто котловину. Температура в Софии составляет в среднем −2 °C в январе и около 28 °C в августе. Уровень осадков в Софии — около среднего показателя по стране, и в целом климат довольно комфортный.
На побережье Болгарии климат умеренный благодаря Чёрному морю, однако сильные ветры и сильные местные шторма часты в зимний период. Зимы на дунайском побережье очень холодные, в то время как защищённые долины на юге у греческих и турецких границ могут иметь столь же мягкий климат, как средиземноморское или эгейское побережье.

## Окружающая среда
Как и другие бывшие европейские страны Совета экономической взаимопомощи, Болгария планировала сделать быстрое индустриальное развитие важным источником социального благосостояния и базой для строительства социализма. Болгарии был нанесён значительный экологический ущерб послевоенной индустриальной политикой. Правительство Живкова, которое было свергнуто в конце 1989, тратило огромные средства на развитие тяжёлой промышленности, а на защитные экологические мероприятия — средств не хватало, поэтому возникающие экологические проблемы замалчивались, особенно когда возникала угроза для международных отношений. Фабрики, которые не внедряли экологические мероприятия, платили символические штрафы и не имели никаких стимулов предпринимать реальные меры для защиты окружающей среды. Даже в 1990 должностные лица преуменьшали негативный эффект от взрыва на Чернобыльской АЭС в 1986. Граждан информировали о том, что нет необходимости в пополнении йода в организме или принятии других защитных мер.
В 1991 болгарские защитники окружающей среды подсчитали, что 60 % сельскохозяйственной земли страны было загрязнено чрезмерным использованием пестицидов и удобрений, а также загрязнены промышленными предприятиями. В 1991 две трети болгарских рек были загрязнены, а река Янтра классифицировалась как самая грязная река Европы. К нашему времени две трети лесов были срублены. Однако, несмотря на признание необходимости принятия дополнительных мер по защите окружающей среды, Болгария на эти цели предусмотрела в бюджете только 10,4 миллиардов левов.
По всей видимости, самой серьёзной экологической проблемой в Болгарии был в портовый дунайский город Русе. С 1981 по 1989 химическое загрязнение, источником которого был химический завод на Дунае в Джурджу, Румыния, было запрещённой темой для обсуждения в Болгарии, потому как ставило под угрозу хорошие отношения между двумя странами Варшавского договора. Химические заводы в Руси также внесли свой вклад в загрязнение. Граждане — защитники окружающей среды, выступающие против ситуации в Руси, — организовывали первые демонстрации и первую независимую политическую организацию, которая впоследствии выступит против режима Живкова. Во время первого года работы завода в Джурджу уровень хлора в Руси почти удвоился, достигнув двойного допустимого максимума летом 1990, несмотря на попытки правительства ограничить выбросы. Более чем 3 000 семей покинули город в 1980-х. Помимо хлора и его побочных продуктов, завод производил химическое сырьё для резиновой промышленности. Международные эксперты подтверждали, что половина загрязнителей Руси поступала из Джурджу, а другая часть — от болгарской промышленности. В результате протестов болгарских экологических организаций некоторые болгарские заводы были закрыты или усилили защитные меры. Впрочем, в 1991 завод в Джурджу планировал расширяться.
Загрязнение сельскохозяйственных земель медным заводом около города Пирдоп вызвало резкую общественную критику. Завод был источником ядовитых облаков, содержащих медь, свинец и мышьяк. В 1988 он сбросил ядовитые сточные воды в близлежащие реки, вода которых использовалась для орошения земли на Пловдив-Пазарджикской равнине, где находятся одни из лучших сельскохозяйственных земель Болгарии. Грунтовые воды равнины были отравлены. Началась работа по очистке сточных вод завода, сбрасываемых в Марицу. Экологические мероприятия на медном заводе и трёх других фабриках в Пловдивской области (фабрика по производству цинка и свинца, химическая фабрика и урановая фабрика) также были запланированы, однако для их осуществления пройдут годы.
Ни один из крупных городов Болгарии не избежал серьезных экологических загрязнений. Статистика показала, что 70 — 80 % загрязнения воздуха Софии вызваны выбросами от автомобилей, грузовиков и автобусов. Температурные инверсии в городе усугубили проблему. Два других крупных источника загрязнения, металлургический завод Кремиковцы AD и урановая шахта Бухово (оба в юго-западной Болгарии), загрязняли регион свинцом, диоксидом серы, сероводородом, этанолом и ртутью. Город Кырджали сильно загрязнён свинцом, источником загрязнения является местный свинцово-цинковый комплекс. В 1973 нефтехимический завод рядом с черноморским портом Бургас сбросил большое количество хлора. Защитники окружающей среды определили, что территория в пределах тридцатикилометровой зоны вокруг завода из-за этого стала непригодной для жилья. 
В 1990 экологи утверждали, что две трети населения Болгарии страдают от загрязнения окружающей среды. В 1991 Болгария начала привлекать международную помощь для решения экологических проблем. Кроме соседних Румынии, Турции, а также России, совместно с которыми изучалось загрязнение Чёрного моря, Болгария активно перенимала экологические технологии и экспертизы от компаний и организаций Западной Европы и США.

## Политическая география
Политическая география Болгарии сильно изменилась со времени восстановления государственности в 1878. Россия, военные победы которой привели к её обретению, стремилась к созданию «большой Болгарии», который включала бы большую часть Македонии.
На Берлинском конгрессе, однако, было принято решение о намного меньшей территории, разделённой к 1885 между княжествами Болгарии, и Восточной Румелии.
Независимое королевство с 1908 по 1946, а после этого республика, Болгария стремилась расширить свою территорию в двух Балканских войнах 1912 — 13 и в первой и второй мировых войнах. Поражение в последних трёх конфликтах привело к большой потере территории в 1913 и 1919, хотя 1940 возвращение Южной Добруджи была подтверждена Парижским Мирным договором в 1947.
Естественные опасности:
землетрясения, оползни
Окружающая среда — современное состояние:
загрязнение воздуха от промышленных выбросов; реки загрязнены неочищенными сточными водами, тяжёлыми металлами, моющими средствами.

## Территория и границы
Площадь:

итого:
110 910 км²

суша:
110 550 км²

вода:
360 км²
Сухопутные границы:

итого:
1 808 км

по странам:
Греция 494 км, Республика Македония 148 км, Румыния 608 км, Сербия 318 км, Турция 240 км
Береговая линия:
354 км
Морская зона:

специальная морская зона:
24 миль

экономическая зона:
200 миль

территориальные воды:
12 миль
Высота:

самая низкая точка:
Чёрное море 0 м

наивысшая точка:
Мусала 2 925 м

## Ресурсы и землепользование
Природные ресурсы:
бокситы, медь, олово, цинк, уголь, древесина, пахотная земля
Землепользование:

пахотная земля:
43 %

постоянные зерновые культуры:
2 %

пастбища:
14 %

леса:
38 %

другое:
3 % (1999)
Орошаемая земля:
12 370 км² (1993)
Дополнительно:
стратегически выгодное положение рядом с Турецкими проливами; по территории страны проходят важные сухопутные пути из Европы на Средний Восток и в Азию
В Болгарии есть только одна заболоченная территория — Дуранкулашское болото.